# Каши
Каши (фр. Cachy) насеље је и општина у североисточној Француској у региону Пикардија, у департману Сома која припада префектури Амјен.
По подацима из 2011. године у општини је живело 260 становника, а густина насељености је износила 42,55 становника/km². Општина се простире на површини од 6,11 km². Налази се на средњој надморској висини од 100 метара (максималној 112 m, а минималној 54 m).

## Демографија
| 1962. | 1968. | 1975. | 1982. | 1990. | 1999. | 2011. |
| ----- | ----- | ----- | ----- | ----- | ----- | ----- |
| 120   | 121   | 110   | 157   | 166   | 227   | 260   |

График промене броја становника у току последњих година